# Верхнечеренский
Верхнечеренский — хутор в Клетском районе Волгоградской области России, административный центр Верхнечеренского сельского поселения.
Население — 881 (2010)

## История
Хутор относился к юрту станицы Распопинской Усть-Медведицкого округа Земли Войска Донского (с 1870 года — Область Войска Донского). Дата основания хутора не установлена. В 1859 году на хуторе проживало 140 душ мужского и 259 женского пола.
Согласно переписи населения 1897 года на хуторе проживало 312 мужчин и 304 женщины, из них грамотных: мужчин — 133, женщин — 23. Согласно алфавитному списку населённых мест Области Войска Донского 1915 года на хуторе имелось хуторское правление, Преображенская церковь, приходское училище, церковно-приходская школа, земельный надел составлял 5759 десятин, проживало 469 мужчин и 474 женщины.
В 1921 году хутор в составе Усть-Медведицкого округа передан Царицынской губернии. С 1928 года — в составе Клетского района Сталинградского округа (упразднён в 1930 году) Нижне-Волжского края (с 1934 года — Сталинградского края). С 1935 года — в составе Перелазовского района Сталинградского края (с 1936 года — Сталинградской области). В 1959 году в связи с упразднением Перелазовского района вновь включён в состав Клетского района.
Во время Великой Отечественной войны с августа по ноябрь 1942 года был оккупирован. В ходе операции «Уран» 23 ноября 1942 года в хуторе Верхнечеренский капитулировала окруженная румынская группировка из состава 3-й румынской армии во главе с дивизионным генералом М. Ласкаром (2 генерала, 8 полковников, 8 058 солдат и офицеров).

## Общая физико-географическая характеристика
Хутор расположен в степи, у подножия Донской гряды, являющейся частью Восточно-Европейской равнине, на реке Куртлак, при устье реки Голая. На юго-западе граничит с хутором Большая Осиновка. Рельеф местности холмисто-равнинный Центр хутора расположен на высоте около 110 метров над уровнем моря. Почвы — тёмно-каштановые и солонцы (автоморфные).
К хутору имеется подъезд от автодороги Серафимович — Суровикино (5 км). По автомобильным дорогам расстояние до областного центра города Волгограда составляет 210 км, до районного центра станицы Клетской — 33 км (по просёлочной дороге через хутор Иванушенский).
Климат
Климат умеренный континентальный (согласно классификации климатов Кёппена — Dfa). Многолетняя норма осадков — 403 мм. Наибольшее количество осадков выпадает в июне — 46 мм, наименьшее в феврале — 22 мм. Среднегодовая температура положительная и составляет + 7,7 °С, средняя температура самого холодного месяца января −7,9 °С, самого жаркого месяца июля +22,7 °С.
Часовой пояс
Верхнечеренский, как и вся Волгоградская область, находится в часовой зоне МСК (московское время). Смещение применяемого времени относительно UTC составляет +3:00.

## Население
Динамика численности населения по годам:
| 1859 | 1873 | 1897 | 1915 | 1987 |
| ---- | ---- | ---- | ---- | ---- |
| 399  | 480  | 616  | 943  | ≈540 |

| 2010 |
| ---- |
| 881  |